# たこ足配線

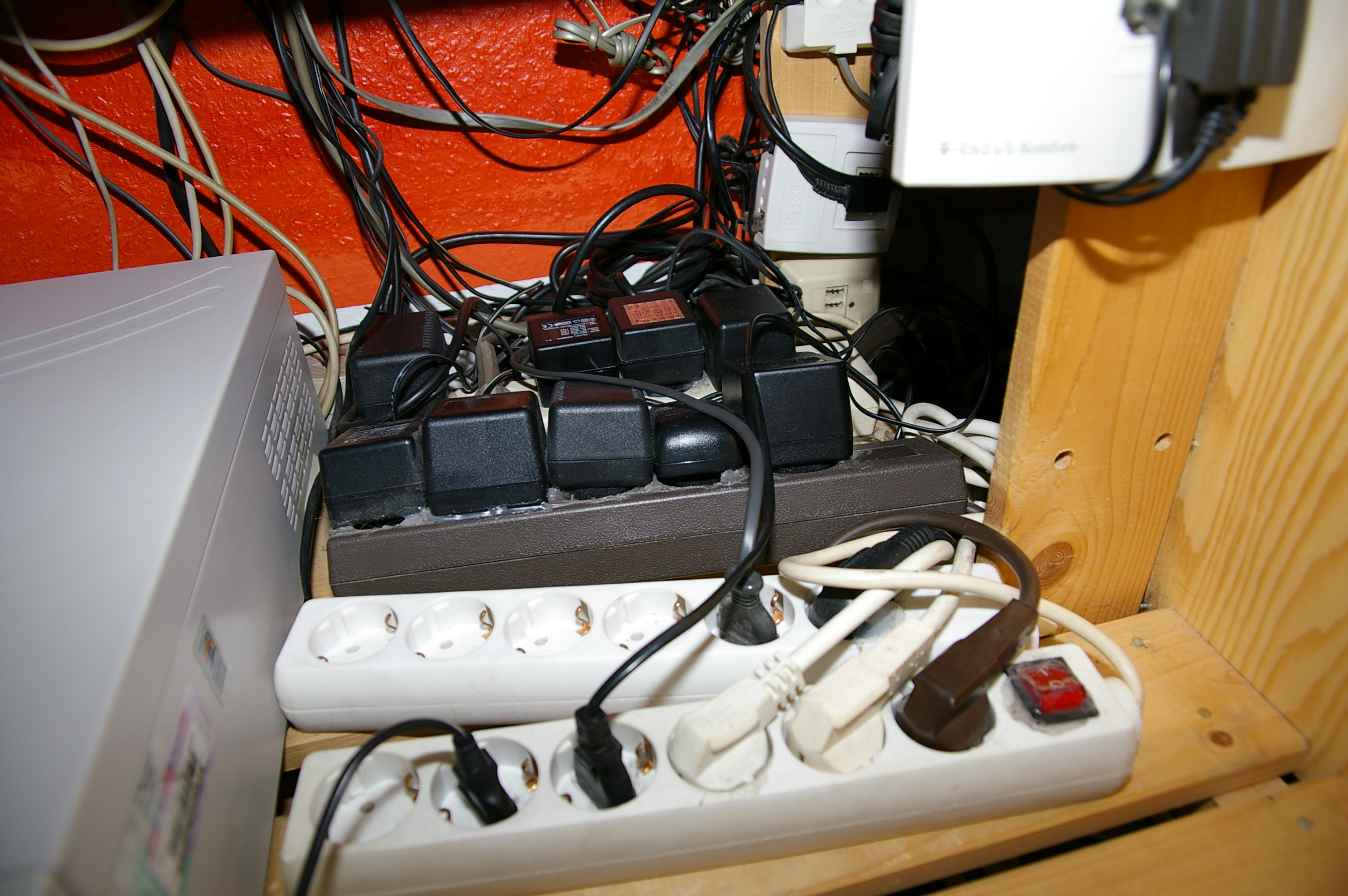
たこ足配線

たこ足配線（たこあしはいせん、蛸足配線）とは、テーブルタップなどを複数使って一つのコンセントに複数の電気機器を接続することである。コンセントをタコの身体に、多数の配線を足に見立てて作られた俗語である。回路構成は並列回路になる。

## 現状

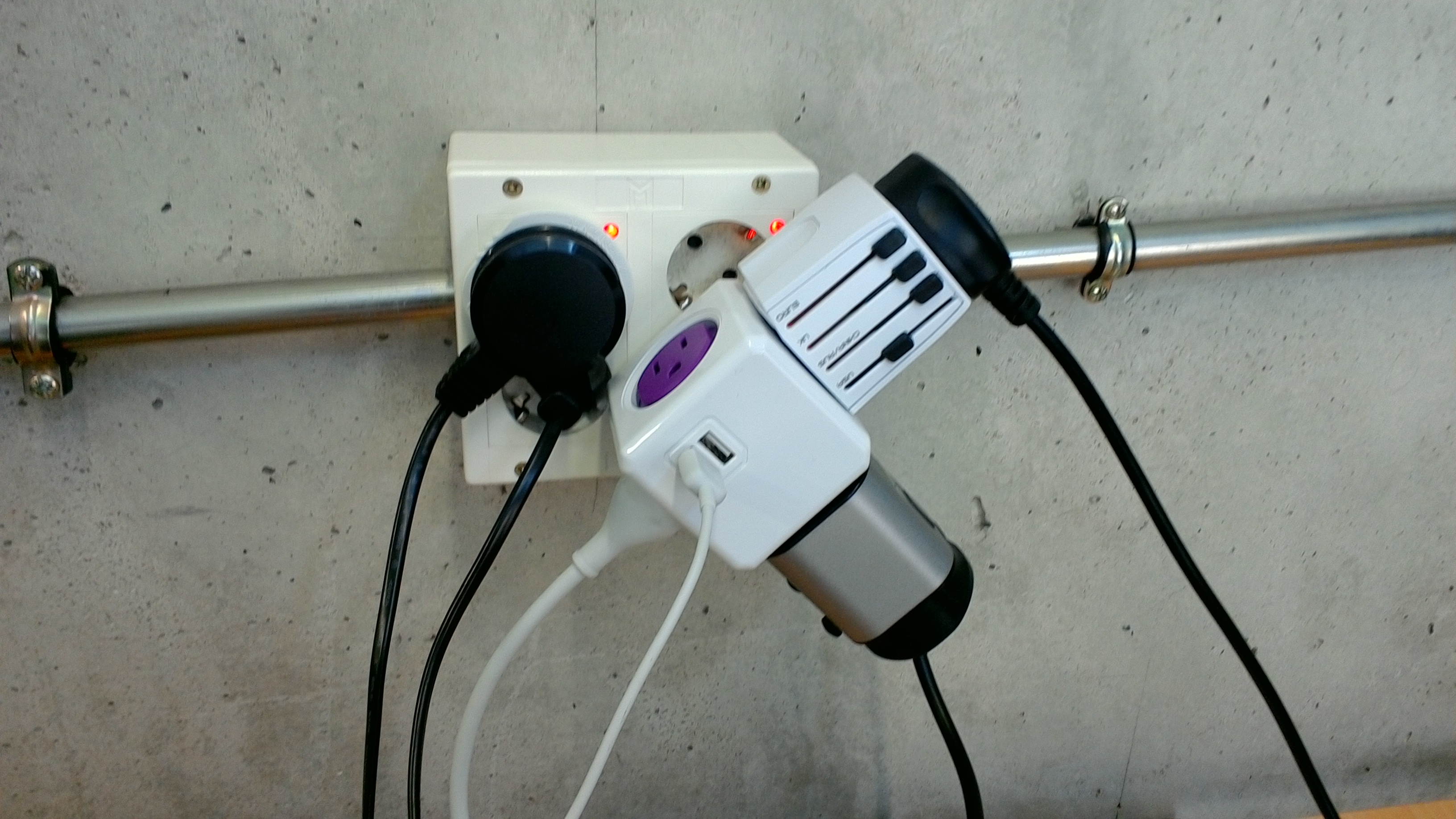
たこ足配線

家屋の壁面等に付けられるコンセントは、ブレーカーから天井裏・壁中、床下等のスペースを専用のVVFケーブルを使用して取り回され設置されるが、設置できる場所や数には家屋の構造によって限界があり、そのため家電製品の置場の近くにコンセントが設置されていなかったり、同時に使用する家電製品の数よりもコンセントの数が不足したりするなどの状態が発生することがある。特に築年数が古い建物は、電気製品（当時は電化製品）が少なかった時代の建築であるため、コンセントの数が深刻に足らない場合もあり、テーブルタップ等でコンセントの位置をフレキシブルにしたり、コンセントの口数を増やす必要が生じる。ただし、ここでいう「たこ足配線」について、電気用品安全法のPSE規格に遵守しているテーブルタップを使用する限り、「たこ足配線」自体に問題はないが、キルヒホッフの電流則により電源側の電流が端末側の電流の和になる為、その使用方法によっては問題がある。

## 電気工事段階のたこ足配線
日本のコンセント機器の規格は、家庭用はエアコン等の200V専用配線を除いて、125V･15Aが標準的である。ただし125Vは、あくまで125Vまでコンセント機器が耐えるというだけで、実際の供給電圧は100V前後である。従って、ジュールの法則より電圧100V×電流15A=1500W程度が、コンセントの定格ということになる。よくある誤解に、1つのコンセントで1500Wが定格の限界というものがあるが、コンセントやスイッチには「送り」という端子があり、1つのブレーカー（20Aか30A）から1つのコンセントやスイッチに専用回路が引かれていない限り、複数のコンセントや照明に同一ブレーカーから分岐されることが多い（ブレーカーを1つ遮断してみると、同時に複数の電気器具や照明がつかえなくなる場合、その1つのブレーカーから分岐か送りで電源が供給されている）、なかにはコンセントやスイッチから送り端子を使って配線を出し、別のコンセントや電気器具等に電気が送られていることもある。本来「送り」は、ブレーカーから直接配線が難しい箇所や、換気扇等軽い負荷の電気器具に電気を送るため用いられるものであるが、電気工事業者の資質によっては、ブレーカーからの配線を減らし、配線の手間の削減やコスト削減に用いられる。あまりにも「送り」が多い場合は、いわゆる手抜き工事となる。
1つのコンセントはたしかに1500Wが定格だが、ブレーカーが例えば20Aで、3つのコンセントに分岐や送られている場合は、3つのコンセントの合計で定格が20A、すなわち2000Wまでということになる（決して、3つのコンセントの定格電力の合計が、1500W×3=4500Wまでだからといって、4500W使用できるわけではない）。つまり広義の「たこ足配線」は、1つのブレーカーから分岐や送りが行われている電気工事時点ですでに行われていることになる。

## 問題点
以下の問題は一般的な問題であるが、「たこ足配線」により配線の規模が増加することで電力容量の管理、清掃などの維持の不徹底、運用時の事故率が高まる。適切に「たこ足配線」が設計、運用されていれば問題は発生しない。
- 定格以上の電気使用による発火

テーブルタップでは、「定格1500Wまで」という表示がよくなされているが、元のコンセントが分岐や送りで構成されている場合、ブレーカーの定格から、実際に使用している機器の消費電力の合計を引いた電力が、実際に使用できる電力となる。テーブルタップの定格を超えて使用すると、テーブルタップから発火する危険性がある。またブレーカーの安全装置が作動する寸前の電力使用を続けた場合、ブレーカーの安全装置は作動しないため、継続的に過熱状態が続き、電源を遮断する安全装置が故障する原因になる。また、配線で一番耐熱性が低い箇所、あるいは過熱が続いている箇所から発火することがある。ブレーカーの安全装置が故障した状態では、定格を遥かに超えた電力を使用できてしまうため、連鎖的に発火が起こる可能性もある。
- テーブルタップの電源コード摩耗による発火・感電

テーブルタップのコードが家具に踏まれていたり、常に床を這うコードが人の足で蹴られている状態だと、電源コードの内部断線が徐々に起こり、発火の危険性が高まる。またコードの被膜が破れてしまうと、感電する危険性があり、短絡による発火の危険性も高まる（電気工事で使用されているVVFケーブルは、手抜き工事でない限り、普段は人の手に触れない場所に配線されているため、この問題は発生しない）。
- ブレーカーの安全装置作動による情報損失・機械的損失

コンピュータに無停電電源装置を導入していない場合、定格を超えてブレーカーの安全装置が作動する（いわゆるブレーカーがおちる）と、揮発性メモリ上のデータが消失する。また、ハードディスクなどが故障することもある。
- トラッキング現象の発生

テーブルタップは必然的に壁コンセントからの配線が必要であるため、たこ足配線が複雑化すると、増えたコンセントの数の分だけトラッキング現象が起こる確率が高まる。テーブルタップは床に置かれることが多く、コンセントが上を向いてしまう場合、壁のコンセントよりもほこりがたまりやすい。このため、コンセントにシャッターがついているタイプもある。
- テーブルタップの使用機器制限

テーブルタップは、ブレーカーから壁のコンセントの接続に使われるVVFケーブルよりも電気耐性の低い一般的なケーブルが使用されており、消費電力が大きいエアコン（100Vタイプ）・冷蔵庫・電子レンジ・アイロン・電気カーペット・電気ストーブ等の器具をたとえ単独でも接続することは危険であり、接続できないことにより、生活の利便性が若干低下する。安価なテーブルタップには、「1500Wまで」の表示しかないものがあるが、多数口のテーブルタップであっても、そのうち、一つのコンセントに消費電力の負担を強くかけると、合計が1500Wを超えていなくてもコンセント部分が過熱して変形・ひび割れが起こり、最悪発煙や発火につながる。